# (3250) Martebo
(3250) Martebo (1979 EB) – planetoida z pasa głównego asteroid okrążająca Słońce w ciągu 5,25 lat w średniej odległości 3,02 au. Odkryta 6 marca 1979 roku.